# 援助行動

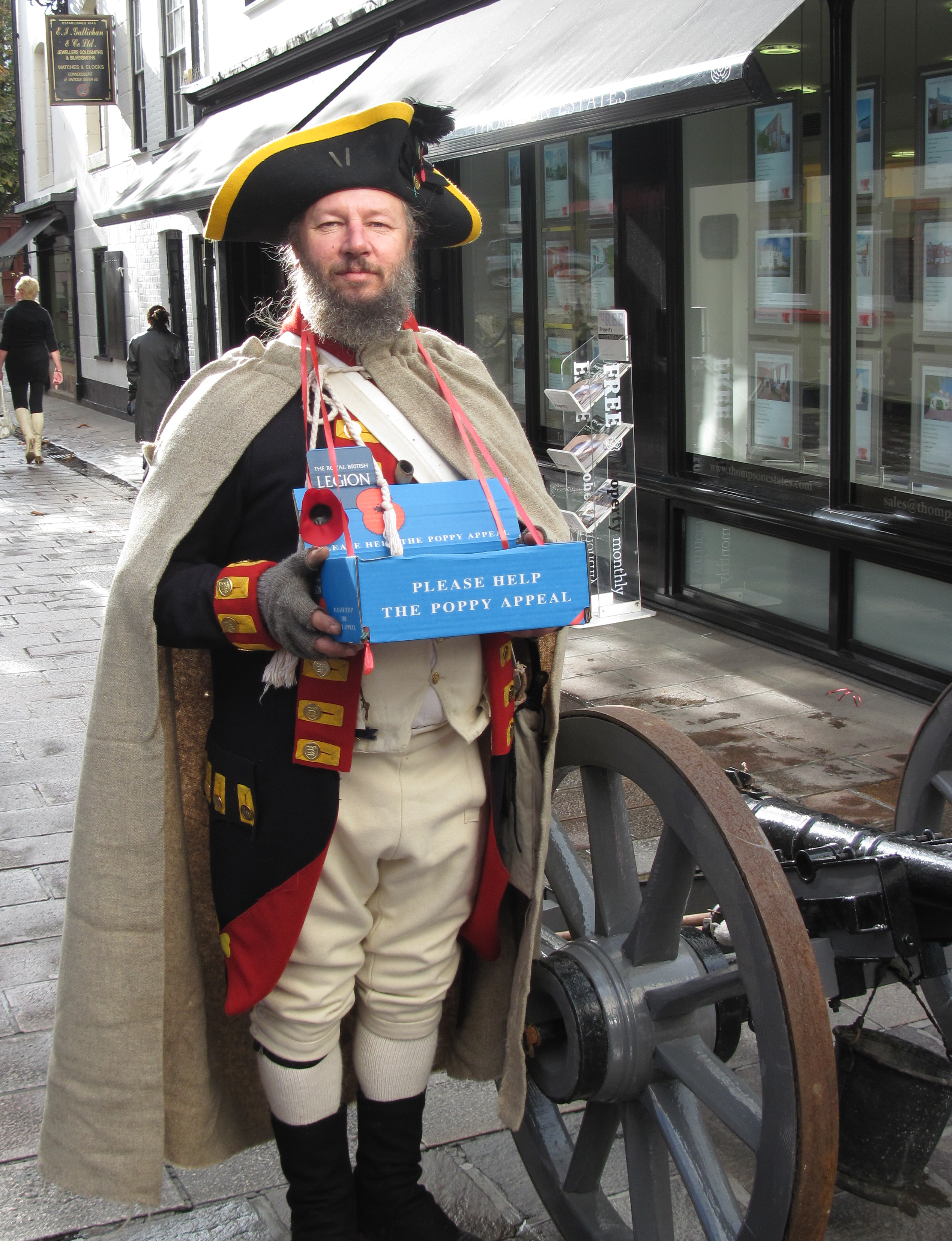
リメンバランス・デーの募金活動

援助行動（えんじょこうどう、英：Helping behavior）とは他人を助ける行動を言う。

## 概要
援助行動は他者が困難に陥っている場合に自らの多少の犠牲を覚悟した上でその他者を助ける行動である。仮に恩を売る目的や相手の印象をよくして最終的に自分の利益を得ようとする目的があったとしても、その行動自体が他者の助けになるならばそれも援助行動に含まれて理解される。また社会的なルールに従って行われる援助行動は向社会的行動（順社会的行動）と呼ばれる。
援助者の役割は多くの場合ジェンダーロールによって左右される。身体活動を要する突発事故などの緊急場面に率先して介入するのは往々にして男性であり、心の支えや情緒的支援を要する状況には女性が介入する場合が多い。男性は同性よりも女性を優先して援助する傾向があるが、女性はジェンダーに関係なく平等に援助する傾向がある。また、人は年齢や人種、文化的特性などが自分と類似した人間や、自分の所属する内集団の構成員を優先的に援助する傾向がある。

## 援助行動の動機となるもの
非常に厳密な学術誌『社会認知と感情的神経科学（Social Cognitive and Affective Neuroscience）』によれば、人間の援助行動、つまり向社会的行動の動機には、協力、公正、利他主義の3種類があるという。
社会心理学の高木修は、人が援助行動を取る動機となるものについて以下の要素をあげている。
資格・義務・必要性消防士による救助活動など
責任の分散ができない状況他に人がいない状況で交通事故に遭遇したときなど
先行経験の有無以前の経験が活かせる状況など
性格・気分（個人の内的特性）人助けによって自己効力感を得ることを好む、助けられる人に対し共感を得るなど
社会の規範互恵規範や社会的責任規範など
たすけられる人との個人的関係仲の良い人が困っているときなど
他に、援助意思を高めるようなプライミングを受けた直後には、援助行動に積極的になる傾向がある。
進化生物学では向社会行動の動機として、種の遺伝子の生存を高めるために、共有する遺伝子を持つ者血縁者に対して利他的に振る舞える遺伝子が自然選択された結果、血縁者以外の隣人にも何らかの共通項を見出して利他的に振る舞うようになった、という血縁選択説を提案している。
逆に、人を助けない決定をする動機として以下の要素があげられる。
- 無関心・社会的規範の欠如
- 内的抑制や気分（個人の内的特性）
- たすけられる人との不仲など、個人的関係
- 他に人がいるなど、責任の分散ができる状況 （傍観者効果を参照）
- 能力・資格・コスト

心理学者のジョン・ダーリーとダニエル・パトソンは援助意思を妨げる状況要素として、援助者に元々課せられていた時間的な制約に着目した。善きサマリア人のたとえで言えば、行き倒れた旅人を見捨てた祭司とレビ人は多くの社会的責任を持つ時間に余裕のない階級であり、サマリア人は前者に比べて貧しいが、時間に余裕があったが故に旅人を助けることができた、とも言える。

## 健康に対する有益性
人々はストレスを受けたときに自分のことに集中する傾向があるが、最近の調査では、他者を助けることがストレスの悪影響を大幅に減少させる可能性があることが示されている。 これは、ホルモンオキシトシンの抗ストレス効果の保護によると考えられている。 別の研究では、他人を助けることで自分もより長く生きられる可能性があることを示している。

## 動物の援助行動
援助行動は人間以外でも、社会性を持った動物の生活の中で観察される行動であり、多くの場合血縁で形成されたグループの中で発揮される。例えば、ゾウの子供が捕食者に狙われた場合、大人のゾウが周囲を囲んで子供を防衛する。また、コチドリの親は地上に作った巣が侵入者に狙われると、負傷した状態を演じて侵入者の注意を自分に向けさせて巣を守る。フランス・ドゥ・ヴァールによれば、動物の利他的行動は自己の認知と他者の認知の2つの認知を持ち、且つ「相手の立場に立った理解」と「相手を積極的に助ける」という行動が伴ったときに出現するという。実際に、非血縁者間の協力や援助行動はチンパンジーやイルカなどの高等な知能を持った動物に多く見られる現象だが、ラットを使った実験でも、血縁のないラット同士での援助行動が報告されている。